# Popowka (sielsowiet nikolnikowski)
Popowka (ros. Поповка) – wieś (ros. село, trb. sieło) w zachodniej Rosji, w sielsowiecie nikolnikowskim rejonu rylskiego w obwodzie kurskim.

## Geografia
Miejscowość położona jest nad rzeką Turoczka (dopływ Klewienia), przy granicy z Ukrainą, 9 km od centrum administracyjnego sielsowietu nikolnikowskiego (Makiejewo), 24,5 km od centrum administracyjnego rejonu (Rylsk), 121 km od Kurska.
W granicach miejscowości znajduje się 175 posesji.

## Demografia
W 2010 r. miejscowość zamieszkiwało 275 osób.